# Хюртер, Йоханнес
Йоханнес Хюртер (нем. Johannes Hürter) — германский историк.

## Биографтя
После окончания средней школы в Ганновере Хюртер изучал исторические науки, германистику и музыковедение в университетах Гейдельберга и Майнца. В 1992 году получил докторскую степень под руководством Винфрида Баумгарта, защитив диссертацию о министре рейхсвера Вильгельме Грёнере.
В 2005 году Хюртер защитил хабилитированную докторскую диссертацию по изучению гитлеровской армии. Диссертация создана в рамках проекта Мюнхенского института современной истории (IfZ) «Вермахт в условиях нацистской диктатуры».
С 1992 по 1995 год — научный сотрудник Немецкого исследовательского фонда и сотрудник Исторической комиссии Баварской академии наук. Затем он два года проработал научным сотрудником в Министерстве иностранных дел в Бонне. С августа 1998 года Хюртер научный сотрудник Мюнхенского института современной истории.

## Сочинения
Монографии
- Wilhelm Groener. Reichswehrminister am Ende der Weimarer Republik (1928—1932). Oldenbourg, München 1993, ISBN 3-486-55978-8.
- Verbrechen der Wehrmacht. Bilanz einer Debatte. C.H. Beck, München 2005, ISBN 3-406-52802-3.
- Hitlers Heerführer. Die deutschen Oberbefehlshaber im Krieg gegen die Sowjetunion 1941/42. Oldenbourg, München 2006, ISBN 978-3-486-58341-0.
- Der deutsche Krieg im Osten 1941—1944. Facetten einer Grenzüberschreitung (= Quellen und Darstellungen zur Zeitgeschichte, Band 76). R. Oldenbourg Verlag, München 2009, ISBN 978-3-486-59138-5.

Редактор
- Ein deutscher General an der Ostfront. Die Briefe und Tagebücher des Gotthard Heinrici 1941/42. Sutton, Erfurt 2001, ISBN 3-89702-307-5.
- Die hundert letzten Tage des Zweiten Weltkrieges. Droemer, München 2005, ISBN 3-426-27356-X.
- Hans Rothfels und die deutsche Zeitgeschichte. Oldenbourg, München 2005, ISBN 3-486-57714-X.
- Der Kriegseintritt Italiens im Mai 1915. Oldenbourg, München 2007, ISBN 978-3-486-58278-9.
- Die bleiernen Jahre. Staat und Terrorismus in der Bundesrepublik Deutschland und Italien 1969—1982. Oldenbourg, München 2010, ISBN 978-3-486-59643-4.
- Notizen aus dem Vernichtungskrieg. Die Ostfront 1941/42 in den Aufzeichnungen des Generals Heinrici. Wissenschaftliche Buchgesellschaft, Darmstadt 2016, ISBN 978-3-534-26769-9.[6]
- Liberalismus und Nationalsozialismus. Eine Beziehungsgeschichte (= Stiftung Bundespräsident Theodor-Heuss-Haus. Zeithistorische Impulse, Band 15), Franz Steiner Verlag, Stuttgart 2020, ISBN 978-3-515-12747-9.